# Pari Zanganeh
Pari Zanganeh (Kashan, 1939), es una cantante de ópera y folklore iraní. Perdió la vista en un accidente automovilístico.
Fue su profesora Evelyn Baghtcheban.